# فهرست گروه‌های ورز
گروه‌های وِرِز تیم‌هایی از افراد هستند که به‌صورت سازمان‌یافته در انتشار غیرقانونی فیلم‌ها، موسیقی یا سایر رسانه‌ها مشارکت داشته‌اند، همچنین شامل افرادی می‌شوند که می‌توانند فناوری ضد نفوذ و مدیریت حقوق دیجیتال (DRM) اعمال‌شده بر نرم‌افزارهای تجاری را مهندسی معکوس کرده و کرک کنند. این فهرست شامل گروه‌هایی است (چه وب‌محور و چه گروه‌های فعال در warez scene) که فراتر از جامعهٔ خود به شهرت رسیده‌اند. بخش عمده‌ای از گروه‌های وِرِز در آنچه به «warez scene» معروف است فعالیت می‌کنند، اگرچه از سال ۲۰۱۹ حجم زیادی از نرم‌افزارها و بازی‌های کرک‌شده ابتدا از طریق وب توزیع می‌شود. نشت نسخه‌های منتشرشده توسط گروه‌های فعال در «scene» همچنان سهم بزرگی از محتوای وِرِز در سراسر جهان را تشکیل می‌دهد. بین سال‌های ۲۰۰۳ تا ۲۰۰۹، تعداد ۳۱۶۴ گروه فعال در صحنه وِرِز وجود داشت که اکثر آن‌ها بیش از دو ماه فعال نبودند و تنها بخش کوچکی از آن‌ها برای سال‌ها به فعالیت خود ادامه دادند.[ warez scene محیطی بسیار رقابتی و ناپایدار است که این امر عمدتاً ناشی از غیرقانونی بودن عضویت و مشارکت در این جامعه در اغلب کشورهاست. گروه‌ها عموماً انگیزهٔ مالی ندارند، بلکه به دنبال کسب اعتبار و شهرت هستند.

## گروه‌ها

### 3DM
3DM یک گروه چینی فعال در کرک کردن بازی‌های ویدیویی است. گفته می‌شود که بنیان‌گذار و رهبر آن‌ها «سو فی‌فی» (Su Feifei) است که بیشتر با نام مستعار «خواهر پرنده» (به چینی: 不死鸟؛ پین‌یین: bù sǐ niǎo؛ به‌معنای تحت‌اللفظی: «ققنوس») شناخته می‌شود. اطلاعات کمی دربارهٔ سو وجود دارد و تنها سال تولد او را حدود ۱۹۷۹ حدس می‌زنند. برخلاف بسیاری از گروه‌های دزدی دیجیتال، اعضای 3DM پروفایل‌های عمومی در شبکه اجتماعی سینا ویبو (Sina Weibo) دارند و از طریق وبلاگ، فعالیت‌هایشان را به اطلاع عموم می‌رسانند. برخی اعضای 3DM پیش‌تر عضو گروه NETSHOW (که اکنون با نام ALI213 شناخته می‌شود) بودند؛ گروهی که نسخه‌های چینی بازی‌ها را با استفاده از کرک‌های سرقت‌شده مستقیماً در سرورهای FTP صحنه وِرِز منتشر می‌کرد.
3DM از نخستین گروه‌های اشتراک فایل همتابه‌همتا بود که کرک‌هایی برای بازی‌هایی با فناوری ضد نفوذ و مدیریت حقوق دیجیتال (DRM) تولیدشده توسط دنوو (Denuvo) ارائه داد. اما با پیشرفت نسخه‌های جدید فناوری ضد نفوذ دنوو و دشوارتر شدن مهندسی معکوس آن‌ها، 3DM تلاش برای کرک کردن بازی‌های مجهز به فناوری ضد نفوذ دنوو را کنار گذاشت.
در سال ۲۰۱۶، این گروه ادعا کرد که به دلیل چالش‌های تکنولوژیکی مربوط به مهندسی معکوس و در نهایت کرک کردن سیستم‌های مجازی‌سازی و مجوزدهی DRMهای جدید مانند دنوو، دزدی بازی‌های تولیدشده توسط ناشران و توسعه‌دهندگان بزرگ در سال‌های آینده غیرممکن خواهد شد. 3DM که در آن زمان یکی از شناخته‌شده‌ترین گروه‌ها در فضای وب بود، به‌طور عمومی اعلام کرد که به مدت یک سال از توسعه کرک برای بازی‌ها کناره‌گیری می‌کند. از زمان بازگشت در سال ۲۰۱۷، 3DM تنها بازی‌هایی را منتشر کرده که از لایسنس استیم استفاده می‌کنند و برای بازی‌هایی با حفاظت قوی‌تر، فقط نسخه‌هایی را منتشر کرده‌اند که کرک آن‌ها توسط گروه‌های دیگر تهیه شده است. این رویه توسط گروه‌هایی که کرک‌هایشان بدون اجازه در نسخه‌های 3DM استفاده شده بود، مورد انتقاد قرار گرفت.

### CLASS
CLASS (که با نام CLS هم شناخته می‌شود) یک گروه وِرِز بود که هدف یورش‌های فدرالی از جمله عملیات Fastlink قرار گرفت. این گروه یک شبکه جهانی با اعضایی در سراسر دنیا بود و اغلب نسخه‌های «ریپ‌شده» بازی‌ها را منتشر می‌کرد. این گروه در سال ۲۰۰۴ پس از انتشار ۱۲۳۴مین نسخهٔ خود فعالیتش را متوقف کرد.

### CODEX
CODEX (که با نام CDX هم شناخته می‌شود) گروهی وِرِز بود که در اواخر فوریه ۲۰۱۴ تأسیس شد. آن‌ها به انتشار نسخه‌های کرک‌شده بازی‌هایی که از لایسنس استیم استفاده می‌کردند، شهرت داشتند و همچنین به خاطر شبیه‌سازی سامانه مدیریت حقوق دیجیتال یوبی‌سافت (Uplay DRM) شناخته می‌شدند. گروه SKIDROW آن‌ها را متهم کرد که برای کرک بازی Trials Fusion از کد آن‌ها دزدی کرده‌اند، اتهامی که CODEX رد کرد و مدعی شد کد شبیه‌سازی فناوری ضد نفوذ را خودش نوشته است.
بین سال‌های ۲۰۱۶ تا ۲۰۲۰، CODEX یکی از فعال‌ترین گروه‌های وِرِز بود که در کمتر از ۶ سال بیش از ۳۷۰۰ بازی تجاری کامپیوتری منتشر کرد؛ این در حالی بود که گروه‌های قدیمی‌تری مثل SKIDROW طی بیش از یک دهه کمتر از ۲۵۰۰ نسخه منتشر کرده بودند.
در اواخر ۲۰۱۷، CODEX با کرک کردن فناوری ضد نفوذ دنوو برای بازی سرزمین میانه: سایه جنگ در روز انتشارش به شهرت بیشتری رسید و به سومین گروه scene و پنجمین نهاد در کل تبدیل شد که دنوو را شکست. آن‌ها در حداقل یک بازی مجهز به دنوو، یعنی South Park: The Fractured but Whole، با گروه STEAMPUNKS همکاری کردند و این نسخه را با نام "CODEPUNKS" منتشر نمودند. در فوریه ۲۰۱۸ CODEX شروع به انتشار نسخه‌های کرک‌شده بازی‌های فروشگاه ویندوز (Microsoft Store) کرد. در میانه ۲۰۱۸، آن‌ها نسخه‌های کرک‌شده‌ای از بازی‌هایی با جدیدترین نسخه‌های دنوو از جمله اساسینز کرید ریشه‌ها و فار کرای ۵ را منتشر کردند؛ این بازی‌ها لایسنس فناوری ضد نفوذ Uplay داشتند و از تکنیک‌های ضد دستکاری و ضد دیباگ اضافه مثل VMProtect استفاده می‌کردند.
در ۱ فوریه ۲۰۱۹، CODEX نسخه کرک‌شده رزیدنت ایول ۲ را تنها ۷ روز پس از انتشار جهانی بازی منتشر کرد. در اواخر ژوئن ۲۰۱۹، آن‌ها نسخه‌های کرک‌شده سایه مهاجم مقبره و متال گیر سالید ۵: فانتوم پین را که هر دو از دنوو DRM استفاده می‌کردند، منتشر کردند.
این کرک‌ها قبلاً توسط هکر روسی با نام Empress در وب منتشر شده بودند. بعداً هکری که خود را C0000005 معرفی کرد، هم کرک‌هایی با نام Empress منتشر کرد که نشان می‌داد این دو یک نفرند و C0000005 به کد منبع کرک‌های CODEX دسترسی داشته است. در ۲۷ ژوئن ۲۰۱۹، CODEX کرک جنگ ستارگان: جبهه نبرد ۲ را حدود ۵۲۷ روز پس از انتشار تجاری بازی منتشر کرد و در ۲۹ اکتبر ۲۰۱۹ نسخه کرک‌شده سرزمین‌های مرزی ۳ (که از دنوو استفاده می‌کرد) را ۴۶ روز پس از انتشار عرضه نمود.
در اواخر ۲۰۱۹، کرک توسعه‌یافته توسط CODEX برای جنون سرعت حرارت که از فناوری ضد نفوذ دنوو استفاده می‌کرد، به‌احتمال زیاد از طریق شبکه تست‌کنندگانشان لو رفت. به‌طور معمول کرک‌های نهایی CODEX با ابزارهای ضد دیباگ مانند VMProtect یا Themida محافظت می‌شدند، اما این کرک ناقص بدون این محافظت‌ها بود. پس از آن، CODEX تا ژوئن ۲۰۲۰ هیچ کرکی برای بازی‌های دارای دنوو منتشر نکرد تا اینکه نسخه‌های کرک‌شده تیم سونیک ریسینگ، Trials of Mana, The Quiet Man و فار کرای طلیعه نوین به‌روزرسانی‌شده را منتشر کرد.
در ۲۳ فوریه ۲۰۲۲، CODEX در نسخه کرک‌شده The Sims 4: My Wedding Stories بازنشستگی خود را اعلام کرد و دلیل این تصمیم را کمبود رقابت در صحنه کرک دانست و گفت که به هدف اصلی خود در سال ۲۰۱۴ که رقابت با گروه RELOADED گروه غالب بازی‌های کامپیوتری آن زمان بود، دست یافته است.

### CONSPIR4CY
گروه CONSPIR4CY که بیشتر با برچسب CPY شناخته می‌شود، در سال ۱۹۹۹ در ایتالیا تأسیس شد. آن‌ها پس از انتشار نسخه‌های کرک‌شده قیام مهاجم مقبره و اینساید در اوت ۲۰۱۶ تحت نام CONSPIR4CY به شهرت رسیدند، هرچند به‌زودی با انتشار نسخه کرک‌شده Doom در سپتامبر ۲۰۱۶ دوباره از برچسب CPY استفاده کردند. CPY اولین گروهی بود که کرک‌های صحیحی برای بازی‌های محافظت‌شده با نسخه سوم فناوری ضد نفوذ دنوو تولید کرد.
آن‌ها رزیدنت ایول ۷: بایوهزرد را تنها پنج روز پس از انتشارش کرک کردند که در آن زمان کوتاه‌ترین زمان ثبت‌شده برای کرک بازی مجهز به دنوو بود. همچنین تأثیر فراگیر: آندرومدا را فقط ۱۰ روز پس از عرضه کرک کردند. در جولای ۲۰۱۷، گروه SKIDROW روش‌های CPY در کرک کردن بازی‌های مجهز به فناوری ضد نفوذ دنوو را به باد انتقاد گرفت.[ اوایل ۲۰۱۸، CPY نسخه‌های کرک‌شده اساسینز کرید ریشه‌ها و فار کرای ۵ را که از جدیدترین نسخه Denuvo و قابلیت‌های ضد دستکاری و ضد دیباگ اضافی از طریق نرم‌افزار VMProtect و EasyAntiCheat استفاده می‌کردند، منتشر کرد.
در نوامبر ۲۰۱۸، CPY کرک‌هایی برای هیتمن ۲، اساسینز کرید ادیسه، یک راه خروج، سایه مهاجم مقبره، فوتبال تکاملی حرفه‌ای ۲۰۱۹ و فیفا ۱۹ منتشر کرد، همه این بازی‌ها جدیدترین نسخه فناوری ضد نفوذ دنوو را داشتند و برخی از DRMهای اختصاصی یا DRMهای آماده مثل EACore و VMProtect استفاده می‌کردند. در دسامبر همان سال، CPY نسخه کرک‌شده Just Cause 4 را تنها یک روز پس از انتشار رسمی آن منتشر کرد و همچنین کرک بتلفیلد ۵ را در ۲۲ دسامبر منتشر نمود.
در ژانویه ۲۰۱۹، CPY نسخه‌های کرک‌شده ایس کمبت ۷: آسمان‌های ناشناخته، Mutant Year Zero, Strange Brigade و اولین قسمت لایف ایز استرنج (با عنوان "Roads") را که همگی جدیدترین نسخه‌های دنوو را داشتند، عرضه کرد.
در فوریه ۲۰۱۹، CPY مترو اکسدس را که از جدیدترین نسخه دنوو استفاده می‌کرد، تنها ۵ روز پس از انتشار کرک کرد و دومین قسمت لایف ایز استرنج ۲ با عنوان "Rules" را هم منتشر نمود. در سپتامبر ۲۰۱۹، CPY نسخه کرک‌شده مسافر اختاپوس را ۹۳ روز پس از انتشار بازی منتشر کرد. در نوامبر همان سال، CPY نسخه کرک‌شده هوی رین را که مجهز به جدیدترین نسخه دنوو بود، منتشر نمود. پس از یک وقفه طولانی، CPY در اکتبر ۲۰۲۰ دوباره فعال شد و در یک روز کرک‌های ئی‌فوتبال پی‌ئی‌اس ۲۰۲۰، حماسه جنگ تمام‌عیار: تروی، مافیا: نسخه قطعی و دث استرندینگ را که همگی با جدیدترین نسخه دنوو مجهز بودند را منتشر کرد. در ۱۸ اکتبر انتقام‌جویان و در ۲۱ اکتبر نسخه بازسازی شده کرایسیس را که هر دو از دنوو استفاده می‌کردند، کرک کرد.